# Shuangyashan
Shuangyashan (forenklet kinesisk: 双鸭山; traditionel kinesisk: 雙鴨山; pinyin: Shuāngyāshān) er en by på præfekturniveau i provinsen Heilongjiang i det nordlige Kina. Befolkningen i præfekturet anslås til 1,5 millioner (2007), og det har et areal på 26.483 km2.

## Administrative enheder
Shuangyashan bypræfektur har jurisdiktion over 4 distrikter (区 qū) og 4 fylker (县 xiàn).
| Kort                   | Kort      | Kort     | Kort         | Kort                   | Kort        | Kort      |
| ---------------------- | --------- | -------- | ------------ | ---------------------- | ----------- | --------- |
| Kort over Shuangyashan |           |          |              |                        |             |           |
| #                      | Navn      | Hanzi    | Pinyin       | Befolkning (2003 est.) | Areal (km²) | Indb./km² |
| Distrikter             |           |          |              |                        |             |           |
| 1                      | Jianshan  | 尖山区   | Jiānshān Qū  | 210 000                | 118         | 1 780     |
| 2                      | Lingdong  | 岭东区   | Lǐngdōng Qū  | 90 000                 | 908         | 99        |
| 3                      | Sifangtai | 四方台区 | Sìfāngtái Qū | 70 000                 | 169         | 414       |
| 4                      | Baoshan   | 宝山区   | Bǎoshān Qū   | 130 000                | 572         | 227       |
| Amter                  |           |          |              |                        |             |           |
| 5                      | Jixian    | 集贤县   | Jíxián Xiàn  | 310 000                | 2 860       | 108       |
| 6                      | Youyi     | 友谊县   | Yǒuyì Xiàn   | 120 000                | 1 800       | 67        |
| 7                      | Baoqing   | 宝清县   | Bǎoqīng Xiàn | 420 000                | 13 443      | 31        |
| 8                      | Raohe     | 饶河县   | Ráohé Xiàn   | 140 000                | 6 613       | 21        |

46°38′N 131°09′Ø / 46.633°N 131.150°Ø